# تلمبة زرنديها (مشيز بردسير)
تلمبة زرنديها (بالإنجليزية: Tolombeh-ye Zarnadiha)‏ هي مستوطنة تقع في إيران في كرمان.